# Ngagrong
Ngagrong is een bestuurslaag in het regentschap Boyolali van de provincie Midden-Java, Indonesië. Ngagrong telt 3413 inwoners (volkstelling 2010).